# Zabujannia
Zabujannia (ukr. Забуяння) – wieś na Ukrainie, w obwodzie kijowskim, w rejonie buczańskim.